# Haematocleptes leaenae
Haematocleptes leaenae är en ringmaskart som beskrevs av Hartman och Fauchald 1971. Haematocleptes leaenae ingår i släktet Haematocleptes och familjen Oenonidae. Inga underarter finns listade i Catalogue of Life.